# Ramathipadi Ier
Ne doit pas être confondu avec Ramathibodi Ier.
Ramadhipati Ier  (1620-1659), prince Ponhea Chan, fut roi du Cambodge de 1642 à 1658 sous le nom de règne « Ramadhipati Ier » puis sous le nom musulman d’ « Ibrahim ».

## Prise du pouvoir
Le prince Ponhea Chan (Cau Bana Cand) est le troisième fils du roi Chey Chettha II. Il fait ses études au monastère de Preah Put Leay Leak en Babaur près de Kampong Chhnang. À l'âge de 18 ans sous le règne de son frère il commande les troupes royales  qui soumettent la révolte à Roleang Kroeul dans la province de Kampong Speu. Il est écarté du trône après la mort de son demi frère Ang Tong Reachea par son oncle le régent Outey qui impose comme roi son propre fils Ang Non Ier sous le nom de Batom  Reachea. Ponhea Chan quitte la cour et se réfugie parmi les populations musulmanes Chams et Malaises du sud est du pays. C’est là qu’il s’attache les partisans avec lesquels il fait assassiner le 5 janvier 1642 le régent Outey au cours d’une partie de cartes. Il se débarrasse immédiatement après de son cousin le roi Batom Reachea I qu’il fait décapiter.
Le nouveau roi qui avait pris le nom de règne « Ramadhipati Ier » tombe amoureux d’une jeune malaise et pour l’épouser et s’attacher les musulmans Chams et Malais qui l’avaient aidé à prendre le pouvoir il se fait circoncire et se convertit à l’islam sous le nom d’ « Ibrahim ».

## Conflit avec les Hollandais
Dès son accession au trône le nouveau roi avait envoyé un message au gouverneur général de la Compagnie néerlandaise des Indes orientales à Batavia. En mai 1642 un émissaire hollandais vient au Cambodge avec deux navires et félicite le roi d’avoir triomphé des usurpateurs et le met en garde contre l’influence des catholiques portugais et espagnols à l’honneur sous les règnes précédents qui étaient les ennemis de son pays.
Ibrahim avait accordé immédiatement de nombreux privilèges à ses nouveaux coreligionnaires qui vivaient surtout du commerce et redoutaient de ce fait la concurrence des Hollandais. Ils réussissent à persuader le roi de rompre avec ces derniers. En 1643 Ibrahim laisse massacrer les marchands hollandais de Phnom Penh et le 3 février 1644 il donne l’ordre de saisir tous le navires hollandais qui se trouvent dans les ports cambodgiens. En 1644-1645. Les Hollandais mènent en vain une expédition punitive qui après avoir subi de lourdes pertes réussit à s’échapper. Le conflit ne se terminera que lorsque les hollandais solliciteront la paix en juillet 1652 et que cette dernière sera ratifiée par un traité un an plus tard.

## Fin du règne
Même si une partie de la noblesse lui demeurait fidèle Ibrahim s’était coupé du pays. La conversion du roi avait déclenché la colère du clergé bouddhiste et la haine de la population qui considérée comme infidèle était exploitée par les musulmans et on ne le nommait plus que « Sdach Jenh Sasna » (le roi apostat)
Le 25 janvier 1658 deux fils survivant du régent Outey les prince Ang Sur et Ang Tan prennent les armes contre lui. Battus dès les premiers combats, ils se réfugient chez la reine douairière la princesse annamite Cheou veuve du roi Chey Chettha II. Cette dernière les incite à solliciter le secours de son parent le roi  Hiên-Vuong de la dynastie Nguyễn  d’Hué.
Avec l’aide d’une flotte vietnamienne ils battent et tuent en octobre 1658 leur propre frère le prince Ang Em, qui avait pris le parti de l’assassin de leur père. Les Vietnamiens s’emparent d’Ibrahim qui est enfermé dans une cage de fer et déporté à Quảng Bình à la frontière du Tonkin.
Ramadhipati est enfin remis en liberté par les Vietnamiens qui voulaient sans doute peser sur son successeur, mais il meurt en 1659 sur le chemin du retour dans son ancien royaume.

## Postérité
Le roi Ramadhipati Ier laisse une fille
- princesse Dav Kshatriyi, épouse du prince Ang Tan (mort en 1674/1675) puis en 1673 elle est contrainte de devenir la 1re épouse du roi Chey Chettha III qu'elle fait tuer.

## Sources
- Phoeun Mak, Dharma Po « La première intervention militaire vietnamienne au Cambodge (1658-1659) » dans: Bulletin de l'École française d'Extrême-Orient, tome 73, 1984, p. 285-318.
- Chroniques Royales du Cambodge de 1594 à 1677. École française d'Extrême Orient. Paris 1981  (ISBN 2855395372)
- Achille Dauphin-Meunier Histoire du Cambodge Presses universitaires de France, Paris 1968 Que sais-je ? n° 916.
- Anthony Stokvis, Manuel d'histoire, de généalogie et de chronologie de tous les États du globe, depuis les temps les plus reculés jusqu'à nos jours, préf. H. F. Wijnman, Israël, 1966, Chapitre XIV §.9 « Kambodge » Listes et tableau généalogique no 34 p. 337-338.
- (en) & (de) Peter Truhart, Regents of Nations, K.G Saur Munich, 1984-1988  (ISBN 359810491X), Art. « Kampuchea », p. 1732.